# Zeszyty Łużyckie
Zeszyty Łużyckie – czasopismo poświęcone problematyce sorabistycznej i mniejszościowej. Na jego łamach publikuje się artykuły z zakresu literaturoznawstwa, językoznawstwa, antropologii kulturowej i historii.
W „Zeszytach Łużyckich” ukazują się materiały we wszystkich językach słowiańskich oraz w językach kongresowych. Pismo publikuje zarówno teksty naukowe, jak i adekwatne tematycznie utwory literackie, recenzje książek. Ogłasza także informacje o aktualnych wydarzeniach kulturalnych i naukowych.
Rocznik „Zeszyty Łużyckie” ukazuje się od 1991 r. Pierwszym redaktorem naczelnym pisma była Ewa Siatkowska. Obecnie, od tomu 53 (2019), redaktorem naczelnym jest Zdzisław Kłos, który zastąpił na tym stanowisku Jerzego Molasa.